# Christian Carde
Pour les articles homonymes, voir Carde.
Christian Henri Carde est un écuyer français.

## Biographie
Né à Bordeaux, il est mis à cheval par son père à l'âge de 14 ans Il a comme premiers instructeurs Marcel Cortambert et  André Giraud. À 15 ans, il participe à sa première compétition de saut d'obstacles.
Officier, il entre à Saint Cyr en 1960, sert au 2e régiment de chasseurs d'Afrique en Algérie et au 11e régiment de chasseurs à Berlin. Il en sera le commandant en second en 1982. Il est promu colonel de l’arme blindée et cavalerie en 1991.
Il entre comme Ecuyer au Cadre Noir en 1965 et y sert pendant 22 ans en trois périodes. Il en est l'Ecuyer en chef de 1991 à 1999.
En compétition, il monte dans les trois disciplines olympiques, disputant plusieurs fois le championnat de France de concours complet d'équitation et de dressage. Il est champion de France de dressage en 1979 avec le cheval Solitaire, et est sélectionné, avec ce cheval, pour les Jeux olympiques de 1980 à Moscou. Il reçoit les conseils de Willi Schultheis et Nuno Oliveira.
De 1985 à 1989, il est entraîneur national de dressage (cette période est marquée notamment par Margit Otto-Crépin, championne d'Europe à Goodwood en 1987, médaille de bronze aux Jeux olympiques de 1988 à Séoul, vainqueur de la coupe du monde à Göteborg en 1989).
En 2002, il fonde avec Jean d'Orgeix et Michel Henriquet l'association Allège-Ideal qui se veut de promouvoir la légèreté dans la compétition de dressage.
Il partage son savoir en France et à l'étranger. Il anime le site Compétences Equestres fondé par Nicole Lahm.
Il est descendant de la famille Carde de Bordeaux (Établissements Carde, usines d'automobiles et de matériel ferroviaire), cousin germain de Jean Paul Jauffret, Francois Jauffret et parent par alliance à la famille Coupérie, de Passorio Peyssard, de Lapresle et de Villèle.

## Prix
- Remporte en 1979 le Championnat National de France de dressage avec Solitaire
- Sélectionné pour participer aux Jeux olympiques de Moscou en 1980

## Distinctions
- Chevalier de la Légion d'honneur
- Officier de l'ordre national du Mérite[3]
- Chevalier de l'ordre du Mérite agricole
- Médaille de la jeunesse, des sports et de l'engagement associatif, or

## Citations
- « La première et la plus sérieuse des erreurs commises dans le dressage des chevaux s’inscrit dans la manière d’obtenir le ramener. Celui-ci n’est généralement pas considéré de nos jours comme l’aboutissement d’une première étape, mais comme un préalable. Alors il est souvent obtenu prématurément et en force sur des chevaux qui craignent la main et qui se réfugient dans une attitude de défense dont il est bien difficile, ensuite, de les faire sortir. »
- « Comment le cavalier qui travaille seul peut-il vérifier la justesse de sa démarche ? C’est très facile : le cheval juste est celui qui ne cherche ni à forcer la main ni à la lâcher. À la demande de son cavalier, il peut entrer spontanément et profondément dans les rênes, soit l’encolure soutenue, soit celle-ci dirigée vers le bas. »

## Écrits
- Danièle Gossin (préf. colonel Christian Carde), Parler au cheval et être compris, Paris, Maloine, 2000, 2e éd. (1re éd. 1996), 136 p. (ISBN 2-224-02616-1, BNF 37628656)
- (en) Christian Carde, « Improve your Horse with in Hand Work », Dressage Today,‎ mars 2002
- Le Dressage et la compétition, Idéal classique et enjeux contemporains, Belin, 2014. Préface de Pierre Durand  (ISBN 978-2-7011-9176-8)
- Dressurreiten. Zwischen Tradition und Moderne: Wie Reitkunst und Sport harmonieren, Christian Carde et Silke Rottermann, OLMS, janvier 2019, 281 p.  (ISBN 978-3487085876)